# Louise Martini
Louise Martini (10 de noviembre de 1931 - 17 de enero de 2013) fue una actriz y presentadora radiofónica de nacionalidad austríaca.

## Biografía
Su verdadero nombre era Marie-Louise Chiba, y nació en Viena, Austria. Descubrió su pasión por el teatro cuando a los doce años de edad actuó como Lottchen en una representación escolar de la obra de Ferdinand Raimund Der Bauer als Millionär. Ya antes de finalizar sus estudios escolares, comenzó a estudiar interpretación en el Seminario Max Reinhardt, graduándose un año después de obtener su título de Matura. Su primer compromiso teatral llegó en el Teatro Kleinen en el Konzerthaus, actuando posteriormente en el Volkstheater de Viena.
En los años 1950 formó parte del grupo de artistas de cabaret Namenloses Ensemble, del cual también formaron parte Gerhard Bronner, Helmut Qualtinger, Carl Merz, Peter Wehle, Georg Kreisler y Michael Kehlmann. Además, desde el año 1957 Martini fue presentadora del programa radiofónico Autofahrer unterwegs.
En 1962 se mudó a Múnich, donde actuó en el musical de éxito Irma La Douce. Más adelante formó parte de la compañía del Deutschen Schauspielhaus de Hamburgo, del Teatro de Cámara de Múnich y del Residenztheater de Múnich. 
Su primer papel televisivo llegó en 1963 bajo la dirección de Ludwig Cremer en Spiel im Morgengrauen. Martini se hizo conocida de la audiencia televisiva gracias a su trabajo en producciones televisivas como Traumschiff, Derrick, Der Kommissar, Tatort, Kottan y Ein Fall für zwei. Aun así, siempre fue fiel a la radio, trabajando a lo largo de su trayectoria en más de 100 producciones.
A partir de 1968 volvió a vivir en Viena, y a lo largo de 17 años participó en las emisiones semanales de los programas de Hitradio Ö3 de la ORF Mittags-Martini y Martini-Cocktail. Además, también presentó en diferentes ocasiones el programa de entrevistas Club 2.
Tras una larga ausencia de los escenarios vieneses, en 1997 Martini interpretó el papel de Valerie en la obra de Ödön von Horváth Geschichten aus dem Wiener Wald, representada en el Stadttheater de Berndorf. Además, Martini también actuó en el Theater in der Josefstadt. En el año 2009, Martini celebró sus 60 años como actriz con la recopilación de extractos de su carrera titulada Nylons, Swing und Chesterfield.
Louise Martini publicó en el año 1998 su libro Ein O für Louise – Wien in den 50er Jahren. Además, editó un disco de vinilo en el cual actuaba como artista Diseuse, Frivolitäten – 10 Diseusen – 10 Chansons, lanzado por Polydor.
Después de  un primer matrimonio con el músico Bill Grah, en el año 1966 se casó con el director Heinz Wilhelm Schwarz, permaneciendo ambos unidos hasta la muerte de él en 2004. Louise Martini falleció la noche del 16 al 17 de enero de 2013 en Viena. Se celebró un funeral el 4 de febrero en el Crematorio Feuerhalle Simmering, depositándose su urna en el Cementerio de Anif.

## Filmografía (selección)
- 1956 : Manöverzwilling
- 1958 : Man ist nur zweimal jung
- 1960 : Meine Nichte tut das nicht
- 1963 : Die endlose Nacht
- 1963 : Zwei Whisky und ein Sofa
- 1963 : Spiel im Morgengrauen (telefilm)
- 1966 : Der Fall Mata Hari (telefilm)
- 1967 : Das Kriminalmuseum (serie TV), episodio Die Telefonnummer
- 1968 : Professor Columbus
- 1969 : Sag’s dem Weihnachtsmann (telefilm)
- 1969 : Schwester Bonaventura (telefilm)
- 1969 : Spion unter der Haube (telefilm)
- 1970 : Deep End
- 1970 : Der Fall Regine Krause (telefilm)
- 1971 : Der Kommissar (serie TV), episodio Der Moormörder
- 1972 : Tatort (serie TV), episodio Münchner Kindl
- 1975 : Der Kommissar (serie TV), episodio Die Kusine
- 1976 : Lobster (miniserie), episodio Blut
- 1976 : Inspektion Lauenstadt (serie TV), episodios Ein Herr aus Hamburg y Der achte Einbruch
- 1976 : Kottan ermittelt (serie TV), episodio Hartlgasse 16a
- 1977 : Tatort (serie TV), episodio Himmelblau mit Silberstreifen
- 1978 : Derrick (serie TV), episodio Die verlorenen Sekunden
- 1978 : Polizeiinspektion 1 (serie TV), episodio Auf den Hund gekommen
- 1979 : Balthasar im Stau (telefilm)
- 1979 : Santa Lucia (telefilm)
- 1980 : Polizeiinspektion 1 (serie TV), episodio Die unangenehme Sache mit Berndi
- 1982 : Derrick (serie TV), episodio Ein unheimliches Erlebnis
- 1983 : Das Traumschiff (serie TV)
- 1986 : Die Stunde des Léon Bisquet (telefilm)
- 1986 : Irgendwie und Sowieso (serie TV)
- 1988 : Jakob und Adele (serie TV), episodio Kurerlebnisse
- 1989 : Mit Leib und Seele (serie TV)
- 1992 : Ilona und Kurti
- 1996 : Der Schattenmann (serie TV)
- 1997 : Qualtingers Wien
- 2005 : Daniel Käfer – Die Villen der Frau Hürsch (telefilm)
- 2007 : Der Bulle von Tölz  (serie TV), episodio Wiener Brut

## Radio
- 1969 : Dylan Thomas: Unter dem Milchwald, dirección de Raoul Wolfgang Schnell (BR/WDR)

## Premios
- 1978 : Verleihung der Goldenen Kamera
- 1986 : Medalla de Honor de oro de la Capital Federal de Viena
- 1997 : Anillo Johann Nestroy
- 2006 : Condecoración al mérito de Viena
- 2011 : Premio especial de cabaret de Austria